# 沖縄県の名字
沖縄県の名字（おきなわけんのみょうじ）では、沖縄県において多く見られる名字について記す。現在は本来の琉球語（琉球方言）読みではなく、標準語読みになっているケースが少なくない。廃藩置県以前は、琉球士族は姓と家名（かめい、琉球方言：屋の名〈ヤーヌナー、ヤーンナー〉）の2つを持ち、家名が名字に相当した。

## 概要

### 特徴
| 姓   | 諱   | 家名   | 称号   | 名乗   |
| ---- | ---- | ------ | ------ | ------ |
| 向   | 象賢 | 羽地   | 按司   | 朝秀   |
| 唐名 | 唐名 | 大和名 | 大和名 | 大和名 |

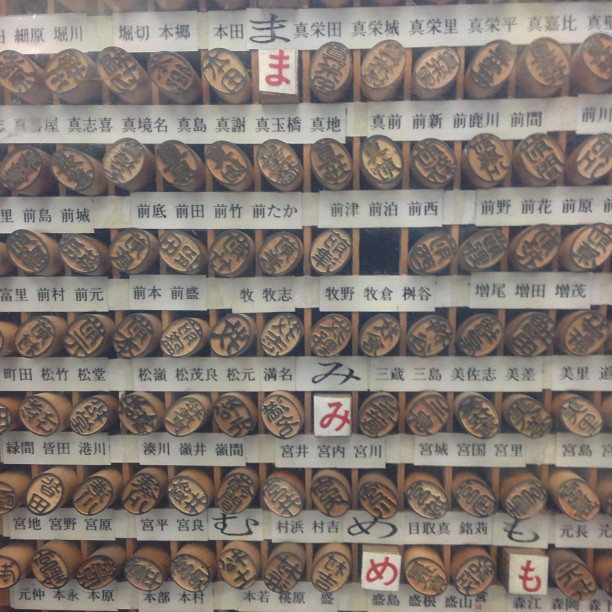
沖縄の名字に特化した印鑑の市販例

元来、歴史的には沖縄県周辺には厳密な意味で、名字に相当するものはなく、琉球王国時代、琉球の王族・士族は姓（氏）＋諱、家名＋称号＋名乗という構成で名を持っていた。例えば、向象賢・羽地按司朝秀の場合、「向」は姓、「象賢」は諱、「羽地」は家名、「按司」は称号もしくは位階、「朝秀」は名乗である。姓と諱の組み合わせは中国風の姓名という意味で唐名（からな）とも言い、主に公文書や中国との外交の際に使用された。
上級士族が地頭に任職し、間切や村を領すると、家名（ヤーンナー）を称した。家名は本土の名字に相当するが、采地名（領地名）から採るのが原則であった。例えば、羽地按司朝秀の場合、羽地間切の按司地頭（総地頭）職にあったので、羽地の家名を称したわけである。それゆえ、同一人物であっても、出世などに伴って領地替えが起こると、家名もその都度に変化した。また、親子、兄弟でも領地が異なれば、家名も異なった。名乗（なのり）は日本風の名で、最初の一字を名乗頭（なのりがしら）と言い、姓ごとに漢字が決まっていた。上記の例では、朝秀の「朝」の字が名乗頭で、向氏（王家子孫）の者は、すべて最初に「朝」の一字が付いた。家名・称号・名乗を合わせた構成は、大和名（やまとな）と呼ばれた。羽地按司朝秀がこれである。大和名は主に日本との外交の際に用いられた。
領地を持たない下級士族は、名島（なじま）という名目だけの領地名を賜り、家名とした。
なお、先島諸島の在地士族には1字姓を許さず、原則として2字姓を用いるよう強制されていた。たとえば：
- 嘉善
- 山陽
- 錦芳
- 忠導
- 林松
- 長興
- 長栄
- 大史
- 憲章
- 公孫
- 夏林
- 守恒
- 容康
- 松茂
- 白川
- 根間
- 向裔
- 南興
- 雍長
- 長栄
- 倪栄
- 松封
- 太使
- 美済

### 童名
沖縄には他に童名（ドーナ、ワラビナー、どうな、わらびな、わらわな）という名があったが、幼名に限定したものはなく、むしろ普段の通称である。唐名や名乗は外交や公文書上での名前で普段はそうした名で呼ばれることはなかった。童名は階級に応じて、「真」「思」といった接頭美称や「金」の接尾美称が付いた。
| 王子・按司階級             | 諸士階級           | 百姓                                 |
| -------------------------- | ------------------ | ------------------------------------ |
| 思徳金（ウミィトゥクガニ） | 思徳（ウミトゥク） | 徳（トゥクー）                       |
| 思樽金（ウミタルガニ）     | 樽金（タルガニ）   | 樽（タルー）                         |
| 思松金（ウミマツガニ）     | 松金（マツガニ）   | 松（マツー）                         |
| 思次良金（ウミジルガニ）   | 思次良（ウミジル） | 次良（ジラー）                       |
| 真三良金（マサンルガニ）   | 真三良（マサンル） | 三良（サンルー、サンラー、サンダー） |
| 思五良金（ウミグルガニ）   | 思五良（ウミグル） | 五良（グラー）                       |
| 真鶴金（マヅルガニ）       | 真鶴（マヅル）     | 鶴（チルー）                         |
| 真牛金（モウシガニ）       | 真牛（モウシ）     | 牛（ウシー、ウサー）                 |
| 思真呉勢（ウミマグジ）     | 真呉勢（マグジ）   | 呉勢（グジー）                       |

※『那覇市史』第2巻中の7より

### 五大姓
王家分家である向氏、多数の王府高官を輩出した翁氏、馬氏、毛氏池城、毛氏豊見城は、特に五大姓（氏）、五大名門と呼ばれる。毛氏池城・豊見城を合わせて、四大名門とも言う。
| 姓     | 向氏                                     | 翁氏                           | 馬氏                               | 毛氏池城                       | 毛氏豊見城                   |
| ------ | ---------------------------------------- | ------------------------------ | ---------------------------------- | ------------------------------ | ---------------------------- |
| 元祖   | 尚円王                                   | 国頭親方盛順                   | 大浦添親方良憲                     | 新城親方安基                   | 中城護佐丸盛春               |
| 名乗頭 | 朝                                       | 盛                             | 良                                 | 安                             | 盛                           |
| 家名   | 伊江、小禄、本部、読谷山など             | 永山、玉城、伊舎堂、仲井真など | 小禄、与那原、宮平、仲吉、仲眞など | 池城、美里、東風平、佐渡山など | 豊見城、国頭、富川、亀川など |
| 備考   | 王家分家（按司家など）。三司官28人を出す | 三司官6人を出す                | 三司官21人を出す                   | 三司官18人を出す               | 三司官15人を出す             |

## 歴史

### 古琉球期
この時期の家名は、玉陵の碑文（1501年）に見られるように、平仮名書き（一部片仮名書き）によるものがほとんどで、漢字は「中」など、ごく一部が使用されただけである。「中ぐすく（中城）」、「こゑく（越来）」、「ミやきせん（今帰仁）」「とよミぐすく（豊見城）」等の例である。

### 薩摩の侵攻以後
薩摩による侵攻以後、家名に漢字を充てるようになる。また、1624年に「大和めきたる名字の禁止」の通達が出されて、日本風の姓は改められるか、当て字を換えて三字姓などに変えられた。「国上」は「国頭」、「船越」は「富名腰」、「前田」は「真栄田」などの例である。また薩摩を含む本土から渡琉、移住した人々も同様の改姓・改名が行われた。これは琉球を通じた中国との交易を継続する上で、琉球をあえて“異国風”に留めておきたいという狙いが薩摩側にあったものと思われる。もっともこの政策は徹底したものではなく、日本風の家名も実際には多く残存した。「平田」「野村」「上原」「岸本」などの例である。また、地名に対しても同様の変更を強要された例もある。奄美群島の名字も参照。

### 明治以降
廃藩置県後、沖縄県でも庶民に名字の使用が許されるようになった。この時、多くは地名などから名字が作られ、士族の場合は、家名がそのまま名字となった。また、日本に組み込まれたため、明治以降、沖縄風の漢字表記を本土風に改める（冨名腰→船越など）あるいは名字を日本語読みする（喜屋武「チャン」→「キャン、キヤタケ」、大城「ウフグシク、ウフグスク」→「オオシロ」、島袋「シマブク」→「シマブクロ」など）ことも広まっていく。それでも戦前までは琉球語の読みも珍しくなかったが、現在は、琉球語の読みは東江（アガリエ）、仲村渠（ナカンダカリ、ナカンラカリ）などごく少数しか残っていない。

### 1953年の戸籍整備法による改姓
戦争で消失した戸籍を再整備する「戸籍整備法」の施行に伴い、沖縄市山内では、門中（むんちゅう）ごとに話し合い、比嘉姓から、青山・内田・吉田・広山・吉村・宮森・豊田などに改姓した事例がある。他には島袋から島への改姓もあった（沖縄市胡屋）。
沖縄の名前で一番多い名字は比嘉姓であるという調査もある。